# Anthurium andreslovinense
Anthurium andreslovinense är en kallaväxtart som beskrevs av Eizi Matuda. Anthurium andreslovinense ingår i släktet Anthurium och familjen kallaväxter. Inga underarter finns listade.